# Wesmaelius ravus
Wesmaelius ravus là một loài côn trùng trong họ Hemerobiidae thuộc bộ Neuroptera. Loài này được Withycombe miêu tả năm 1923.